# Csü Jüan
Csü Jüan (Qu Yuan) (kínai: 屈原; pinjin (pinyin) hangsúlyjelekkel: Qū Yuán, magyar népszerű: Csü Jüan) (i. e. 343–278) az első jelentős kínai költő, a Csu (Chu)-fejedelemségbeli Huaj (Huai) fejedelem (i. e. 329–299) főhivatalnoka, akit reformtörekvései miatt megrágalmaztak és száműztek a fővárosból. Száműzetésében hazája során kesergett, és érzéseit leghíresebb művében, a Száműzetés című elégiában örökítette meg. Mikor hazája pusztulásának híre eljutott hozzá, bánatában a Mi-lo (Miluo) folyóba ölte magát. Halála napja, az 5. holdhónap 5. napja Dél-Kínában népi ünnep lett, amikor sárkányhajó-versenyt rendeznek, ami a vízbe fúlt költő holttestének keresését szimbolizálja.

## Kora
Csü Jüan (Qu Yuan) abban a korban élt, amelyet a történetírás a Hadakozó fejedelemségek korának nevez, és i. e. 475-től i. e. 221-ig tartott. Ez az időszak a Csou (Zhou) (周)-kor utolsó szakasza, amelynek majd a Kínát első ízben egyesítő Csi Si Huang-ti (Qin Shi Huangdi) vet véget. Ebben a korszakban Kína területén hét nagy fejedelemség osztozott, s ezek sorából is kiemelkedik három: az északnyugati Csin (Qin) 秦, az északkeleti Csi (Qi) 齊 és Csü Jüan (Qu Yuan) szülőhazája, a déli Csu (Chu) 楚. Valójában az összes fejedelemség célja az égalatti (tien-hszia (tianxia) 天下) egyesítése, a totális politikai, gazdasági hatalom megszerzése. Ennek megvalósítására két terv született. Az egyik az úgynevezett „horizontális szövetség” (lien-heng (lianheng) 連橫), amely egy nyugat-keleti egyesülést tervezett és amelyet Csin (Qin) szorgalmazott volna, mégpedig úgy, hogy keleten Csi (Qi)re támaszkodva, Csu (Chu) kirekesztésével egy nyugat-keleti tengelyt hozzon létre. A másik elképzelést, egy „vertikális szövetséget” (ho-cung (hezong) 合縱) Csu (Chu) dolgozta ki, amely szerint szintén Csi (Qi)re támaszkodva, Csin (Qin) kirekesztésével egy észak-déli szövetség keretei közt a kisebb fejedelemségek egy tengely köré csoportosításával megtörte volna Csin (Qin) erejét. E három nagyobb fejedelemég közül is leginkább kettő: Csin (Qin) és Csu (Chu) állt egymással szemben. Ezen politikai csatározások, és háborúkkal terhes időszak szülötte tehát Csü Jüan (Qu Yuan), aki származása révén komoly szervező szerepet játszott Csu (Chu)ban, amely szerep egyben vesztét is okozta. Halála után ötvenhét évvel a korszak végét jelző diadalt Csin (Qin) vívta ki magának i. e. 221-ben, miután a fejedelemségeket sorra legyőzve, Kínát a Csin (Qin)-dinasztia zászlaja alatt egy egységes birodalommá fogta össze.

## Élete
Csü Jüan (Qu Yuan) életrajzát Sze-ma Csien (Sima Qian) jegyezte fel a A történetíró feljegyzései című munkájában (84. fejezet), amelyet i. e. 109–91. között állított össze. Vagyis Csü Jüan (Qu Yuan) életéről az egyetlen tudósítás is csak halála után több mint másfél évszázaddal született. Az életrajza azonban csak kevés biztos adatot tartalmaz: a nagy történetíró sokkal inkább a kor politikai konfliktusaiban őrlődő költő-óriás tragédiáját állítja a központba, semmint tényszerűen számolna be az életéről. E szerint Csü Jüan (Qu Yuan) a dél-kínai Csu (Chu) fejedelemség uralkodói családjából származott, s magas udvari tisztséget töltött be, nevezetesen ő volt Huaj (Huai) 懷 / 怀 fejedelem (ur. i. e. 328–299) „balfelőli tanácsadója” (co-tu (zuotu) 左徒). „Széles tudású és határozott akaratú ember lévén, kitűnt a kormányzásban, és felette jártas volt a törvénykezésben. Mint belső ember, megvitatta az országos ügyeket a fejedelemmel, a törvények kiadásának módját, künn járván pedig fogadta a követeket és vendégeket, és választ adott a főembereknek. A fejedelem szerfelett bízott benne. A főminiszter, egy sorban lévén vele, versengett ővele és szívből gyűlölte őt hatalmáért.” A főminiszter egy ízben megrágalmazta őt a fejedelem előtt, aki haragjában „eltaszította magától” (su (shu) 疏). Úgy tűnik, hogy ez az „eltaszítás” nem igazából száműzetés volt, Huaj (Huai) fejedelem alighanem csak az udvarából, a fővárosból távolíthatta el őt. Mindenesetre ez a mellőzöttség annyira megviselte, hogy „ezután pedig egy követ vőn karjába, s a Lo (Luo) 羅 / 罗 folyóba vetette magát és meghalt.” Az életrajz nem fogalmaz egyértelműen, nem csak Csü Jüan (Qu Yuan) korai éveinek eseményei vagy a mellőzöttségének vagy száműzetésnek időpontja nincs meghatározva, de azt sem lehet pontosan tudni, hogy egyszer vagy kétszer távolították-e el a Csu (Chu) fejedelmi udvarból.

## Művei
Csü Jüan (Qu Yuan) művei a Han-korban összeállított Csu (Chu) elégiái (Csu ce (Chu ci) 楚辭 / 楚辞) című gyűjteményben maradtak fenn.

### Kilenc dal
A Kilenc dal (Csiu ko (Jiu ge) 九歌) címet viselő versciklus összesen tizenegy darabból áll, a címben szereplő kilences számnak a sámánizmusban van hagyománya, és feltehetően sohasem vonatkozott a költemények darabszámára. A Kilenc dal minden egyes darabja Csü Jüan (Qu Yuan) szülőföldje, Csu (Chu) sámánénekein alapszik. Ezeket a sámánénekeket egykor alighanem a sámán / sámánnő adhatta elő rituális keretek között, hogy az isteneket megidézze. Csu (Chu) fejedelemség őslakói nem csak kultúrájukban különbözhettek az északi fejedelemségek népeitől, a kínaiak őseitől, hanem nyelvükben is, épp ezért Csü Jüan (Qu Yuan) ezeket az ősi dalokat kínaira fordította, illetve kínai költeménnyé formálta őket.

### Kilenc értekezés

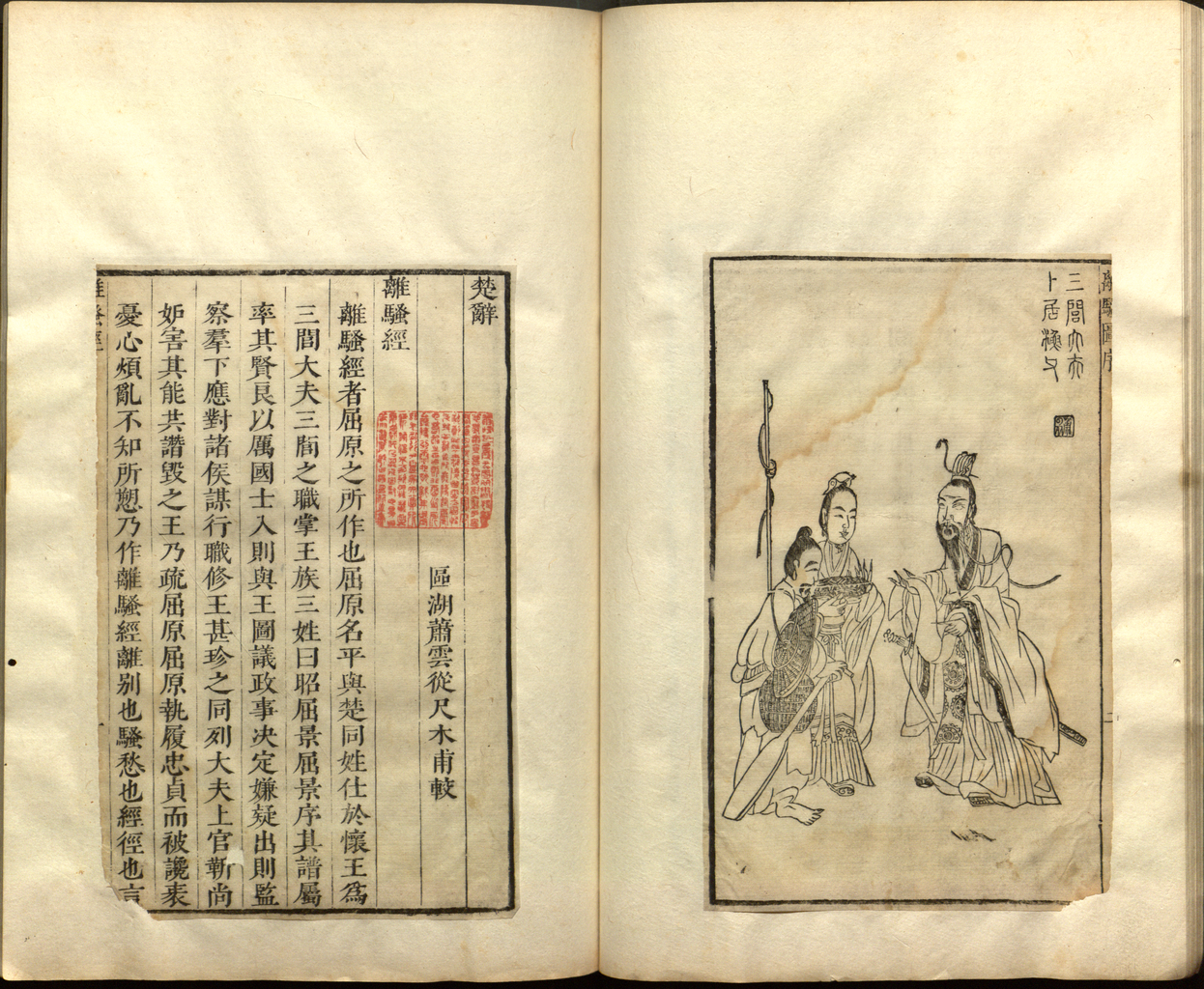
A Száműzetés illusztrált kiadása a 17. századból.

A Kilenc értekezés (Csiu csang (Jiu zhang) 九章) kilenc versből álló ciklus, melyek Csü Jüan (Qu Yuan) politikai nézeteit tükrözik. Ezekben a versekben a költő közvetlenül a megrágalmaztatásával, elűzetésével és kortársai bírálatával foglalkozik. A kínai politikai költészet első és legkiválóbb alkotása.

### Száműzetés
A Száműzetés (Li szao (Li sao) 離騷 / 离骚) Csü Jüan (Qu Yuan) fő műve. A monumentális elégia címének fordítása vitatott szó szerinti fordítása: „az elválás elégiája”. A mű alapvetően két tartalmi részre osztható, az elsőben a költő közvetlen szavakkal, a Kilenc értekezés verseinek modorában mondja el álmai szertefoszlását, megrágalmazását, véleményét és ítéletét kora visszamaradottságáról. A második részben viszont egy sámáni varázslat segítségével egy csodálatos utazás kezdődik, és a költő útra kel, hogy párt találjon magának. Mitológiai alakok segítik útján, s hiába találna új otthonra messze idegenben, hazáját nem képes elhagyni, és vállalja sorsát. Tőkei szerint „ha Csü Jüan (Qu Yuan) ezt az egyetlen költeményt írta volna, akkor is a kínai irodalom egyik legnagyobb költője lenne. A Li szao (Li sao) talán az egész kínai költészet legnagyobb alkotása.”

### Égi kérdések
Az Égi kérdések (Tien ven (Tian wen) 天問 / 天问) Csü Jüan (Qu Yuan) talán legérdekesebb és filológiailag rendkívül nehezen megközelíthető műve. A mű egész terjedelmében kozmogóniai és mitológiai kérdéseket tartalmaz, amelyekre azonban egyetlen esetben sem születik válasz. A kérdések számtalan mítoszt érintenek, legnagyobb részük a legendás Hszia (Xia)-dinasztia mitikus alakjaira és eseményeire vonatkozik. Azonban ezek közül jó néhány ma már megfejthetetlen, mert az adott mítoszok vagy elvesztek, vagy egyetlen forrásuk épp ez a mű. Az Égi kérdések bizonyos szempontból az ősi kínai mitológia egyetlen hatalmas utalás-gyűjteménye.

### JóslatkérésésAz öreg halász
Az irodalomtörténet Csü Jüan (Qu Yuan) műveként tartja számon a Jóslatkérés (Pu csü (Bu ju) 卜居) és Az öreg halász (Jü-fu (Yufu) 漁父 / 渔父) című kisebb költeményeket is. A két didaktikus anekdotában a költő harmadik személyben szerepel, így a két mű kis-epikai jellegűvé válik. Az elsőben az ártatlanul meghurcolt és száműzetésre ítélt Csü Jüan (Qu Yuan) elmegy egy nagy jóshoz, és jóslatot kér jövendőjét illetően, hogy mit is kellene most cselekednie. Az öreg halászban a száműzött Csü Jüan (Qu Yuan) bolyongása közben egy öreg halásszal találkozik, aki megkérdi tőle, hogyan jutott ilyen keserves sorsra. A költő elmondja történetét, mire az öreg halász azt feleli neki, hogy ugyan mire való a mély értelem, s a magasan szárnyalás, ha ezzel az ember csak száműzetésre jut. Csü Jüan (Qu Yuan) közli, nem hagyhatja, hogy tisztasága bemocskolódjék a föld szennyével, mire az öreg halász felnevet és a következő dallal felel: „Ha a folyam tiszta, / Mosd benne hajad; / Ha zavaros vize, Mosd a lábadat.” Tőkei szerint mindkét művecskét írhatta ugyan maga Csü Jüan (Qu Yuan), de akármelyik követője is. Amennyiben Csü Jüan (Qu Yuan) a szerzője ezeknek a költeményeknek, akkor ezek a legszabadabb ritmusú versei, amely sokak szerint sokkal inkább prózának tekinthetők.

## Hatása
Csü Jüan (Qu Yuan) költészetével már életében iskolát teremtett. Közvetlen követőiről a nagy történetíró, Sze-ma Csien (Sima Qian) a következőket írja: „Miután Csü Jüan (Qu Yuan) meghalt, maradtak Csu (Chu)ban tanítványai Szung Jü (Song Yu) 宋玉, Tang Lö (Tang Le) 唐勒 és Csing Csa (Jing Cha) 景差, akik valamennyien kedvelték az irodalmat és verseikkel nevet szereztek maguknak; mindnyájan pedig Csü Jüan (Qu Yuan)nak, mesterüknek hajlékony verselési módját követték, nem merészelve nyíltan felhánytorgatni dolgokat. Ennek utána pedig Csu (Chu) napjai lehanyatlottak, néhány évtized múltával pedig végtére Csin (Qin) által elpusztíttatott. Ahonnét pedig Csü Jüan (Qu Yuan) a Lo (Luo) folyóba vetette magát, százegynehány év múltával a Han-korban egy bizonyos Csia (Jia) 賈 / 贾 mester, aki Csangsá (Changshá)ban az uralkodó nevelő mestere volt, átkelvén a Hsziang (Xiang) 湘 folyón egy versét vetette a folyóba Csü Jüan (Qu Yuan) meggyászolására.”
A hagyomány Csü Jüan (Qu Yuan)nak tulajdonítja a Csu (Chu) elégiáiban található Távoli utazás (Jüan ju (Yuan you) 遠遊) című verset, ami azonban csupán a Száműzetés gyenge utánzata, és jóval későbbről származik, mint Csü Jüan (Qu Yuan) művei. Csü Jüan (Qu Yuan) iskolájának legkiemelkedőbb alkotása A lélek idézése (Csao hun (Zhao hun) 招䰟) című költemény, melyet tanítványa, a már említett Szung Jü (Song Yu) írt. A költő a varázsénekek modorában egy mesés tájakon bolyongó lelket idéz vissza a földre, a földi jólét örömei közé. Talán épp Szung Jü (Song Yu) idézi a versben vissza elhunyt mestere lelkét.
Csü Jüan (Qu Yuan) költészete számára szegényes volt, az akkoriban hagyományosnak számító, a Dalok könyve versei diktálta négyszótagos sorokból álló, dalszerű versforma. Új, szabadabb ritmusú verselést teremtett, amely később a fu 賦 / 赋 nevet kapta, s a kínai költészet egyik legfontosabb versformájává vált. Csü Jüan (Qu Yuan) tehát nem csupán a kínai költészet egyik iskoláját teremtette meg, hanem annak legfontosabb iskoláját. Hatása döntő jelentőségű volt még a Tang-kori kínai költészetben is. A kínai költészet aranykorának olyan meghatározó és kiemelkedő mesterei tartották Csü Jüan (Qu Yuan)t szellemi elődjüknek, mint Li Taj-po (Li Taibai), Tu Fu (Du Fu) és Po Csü-ji (Bai Juyi).

## Ünnepe

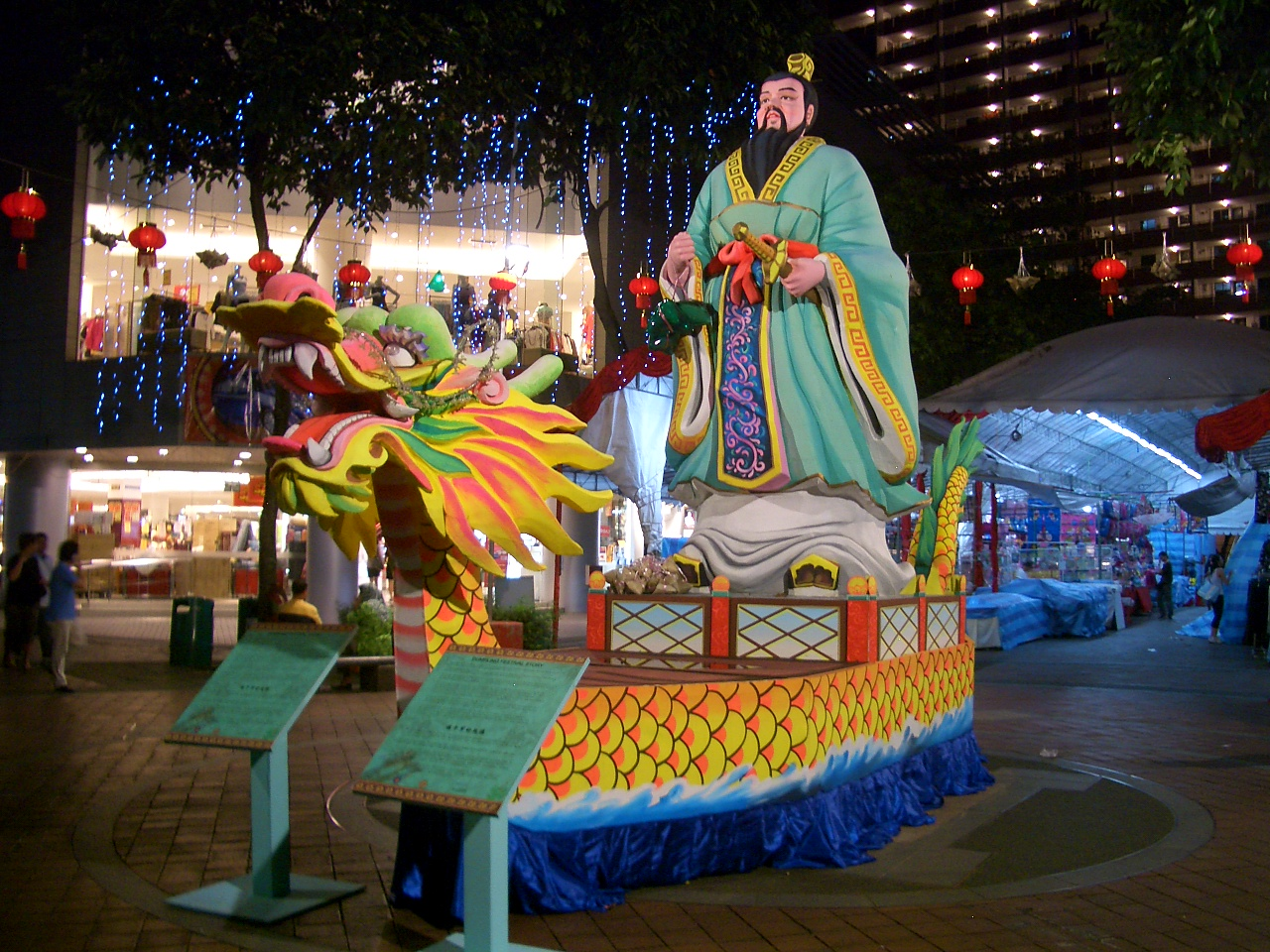
Csü Jüan (Qu Yuan) szobra egy sárkányhajón, Szingapúrban a Tuan-vu (Duanwu)-ünnep alkalmával kiállítva.

Egy dél-kínai népi legenda szerint, miután Csü Jüan (Qu Yuan) a Mi-lo (Miluo) folyóba vetette magát, csónakjaikon, hajóikon rizsgombócot szállító környékbeli falusiak siettek oda, hogy megmentsék a költőt. Csakhogy túl későn érkeztek. Hogy távol tartsák a halakat és az ártó szellemeket a testétől, evezőlapátjaikkal a vizet csapkodták, és rizst szórtak a vízbe felajánlásként Csü Jüan (Qu Yuan) szellemének, és hogy így eltereljék a testéből lakmározni kívánó halakat. Aznap éjjel a szelleme megjelent a barátai előtt, és elmondta nekik, hogy a folyóba ölte magát, s arra kérte őket, hogy háromszögletű selyemdarabba csomagolt rizsbatyukat dobjanak a vízbe, hogy így távol tartsák a sárkányt. Ezeknek a rizzsel töltött kis méretű batyukat kínaiul cung-ce (zongzi)nek 粽子 nevezik, bár ma selyem helyett leginkább nádlevelet használnak. Csü Jüan (Qu Yuan) szellemének hajóról történő keresése ünneppé vált, halálának évfordulóján, az ötödik holdhónap ötödik napján úgynevezett sárkányhajó-versenyeket rendeznek. Ez a Tuan-vu csie (Duanwu jie) 端午節, vagy más néven a „dupla ötös ünnepe” (suang-vu csie (shuangwu jie) 雙五節), amit nem csak Kínában, hanem Vietnámban és Koreában is megünnepelnek.

### Magyarul
- ↑ Csü Jüan 1954:  Csü Jüan versei. Ford. Weöres Sándor. A verseket kínaiból magyar prózára ford., utószóval és jegyzetekkel ellátta Tőkei Ferenc. [Budapest], Szépirodalmi Könyvkiadó, 1954.
- ↑ Csü Jüan 1959:  Csü Jüan: Száműzetés. Ford. Nagy László. Kínai eredetiből magyar prózára ford., az utószót, a magyarázó jegyzeteket írta Tőkei Ferenc. Budapest, Európa Könyvkiadó, 1959.
- ↑ Csü Jüan 1994:  Csü Jüan: (Lisao) 《離騷》: Száműzetés. Az első nagy kínai költő főművének eredeti kínai szövege Nagy László műfordításával, Tőkei Ferenc kommentárjaival. [Budapest], Balassi Kiadó, 1994. Kínai-magyar könyvek.
- ↑ Csü Jüan 1998:  Csü Jüan: Kilenc varázsének. Az eredeti szöveg Weöres Sándor műfordításával, Tőkei Ferenc előszavával, Tokaji Zsolt jegyzeteivel. Budapest, Balassi Kiadó, 1998. Kínai-magyar könyvek [7.]. ISBN 963 506 195 1
- ↑ KKK 1967:  Klasszikus kínai költők I-II. Ford. András László et al. Vál., szerk. és életrajzi jegyzetekkel ellátta Csongor Barnabás (IV-VI. rész) és Tőkei Ferenc (I-III. rész). Az előszót és a jegyzeteket írta Csongor Barnabás. Budapest, Európa Könyvkiadó, 1967.
- ↑ Tőkei 1959:  Tőkei Ferenc: A kínai elégia születése. K'iü Jüan és kora. Budapest, Akadémiai Kiadó, 1959.
- ↑ Tőkei–Miklós 1960:  Tőkei Ferenc – Miklós Pál: A kínai irodalom rövid története. Budapest, Gondolat Kiadó, 1960.
- ↑ Tőkei 1986:  Tőkei Ferenc: A kínai elégia születése. Budapest, Kossuth Könyvkiadó, 1986. ISBN 963 09 2827 2
- A főváros siratása; prózaford., szöveggond. Tőkei Ferenc, versford. Weöres Sándor, jegyz. Tokaji Zsolt; Balassi, Bp., 1997 (Kínai-magyar irodalmi gyűjtemény, 1/5.)

### Idegen nyelven
- ↑ Ma-Huang 1992:  Ma Csi-kao (Ma Jigao) 马积高 - Huang Csün (Huang Jun) 黄钧: Csung-kuo ku-taj ven-hszüe-si (Zhongguo gudai wenxueshi) 中国古代文学史 (A klasszikus kínai irodalom története) I-III. Hunan Ven-ji Csu-pan-sö (Hunan Wenyi Chubanshe) 湖南文艺出版社, 1992. ISBN 7-5404-0917-7